# Weltervikt i boxning vid olympiska sommarspelen 1976
Resultat från boxning vid olympiska sommarspelen 1976 och herrarnas weltervikt. Boxarna vägde under 67 kg. Tävlingarna arrangerades i Montréal.

## Medaljörer
| Klass      | Guld                          | Silver                    | Brons                                                       |
| Weltervikt | Jochen Bachfeld · Östtyskland | Pedro Gamarro · Venezuela | Reinhard Skricek · Västtyskland Victor Zilberman · Rumänien |

## Resultat

### Första rundan
| Vinnare                  | Resultat      | Förlorare               |
| Första rundan            | Första rundan | Första rundan           |
| ------------------------ | ------------- | ----------------------- |
| Ju Seok-Kim (KOR)        | WO            | Marcelino García (ISV)  |
| Yoshioki Seki (JPN)      | WO            | Mathias Sabo (NGR)      |
| Jochen Bachfeld (GDR)    | RSC-1         | Ali Bahri Khomani (IRN) |
| Athanasios Iliadis (GRE) | WO            | Omar Shima (LIB)        |
| Valeri Rachkov (URS)     | RSC-3         | Martti Marjamaa (FIN)   |
| David Jackson (NZL)      | RSC-2         | Fredj Chtiqui (TUN)     |

### Andra rundan
| Vinnare                | Resultat     | Förlorare                   |
| Andra rundan           | Andra rundan | Andra rundan                |
| ---------------------- | ------------ | --------------------------- |
| Robert Dauer (AUS)     | 5-0          | Frans van Bronckhorst (INA) |
| Mike McCallum (JAM)    | 5-0          | Damdiniav Bandi (MGL)       |
| Reinhard Skricek (FRG) | 5-0          | José Vallejo (DOM)          |
| Luigi Minchillo (ITA)  | WO           | Vitalis Bbegge (UGA)        |
| Clinton Jackson (USA)  | 5-0          | Zbigniew Kicka (POL)        |
| Wesly Felix (HAI)      | WO           | Vincent Dabire (BUR)        |
| Pedro Gamarro (VEN)    | 5-0          | Marijan Beneš (YUG)         |
| Emilio Correa (CUB)    | RSC-2        | Plamen Yankov (BUL)         |
| Ib Boetcher (DEN)      | WO           | Charles Mutti (ZAM)         |
| Carlos Santos (PUR)    | 5-0          | Carlos Mejia (COL)          |
| Victor Zilberman (ROM) | WO           | Amon Kotey (GHA)            |
| Colin Jones (GBR)      | 5-0          | Christy McLoughlin (IRL)    |
| Carmen Rinke (CAN)     | WO           | Kenneth Bristol (GUY)       |
| Yoshioki Seki (JPN)    | DSQ-1        | Ju Seok-Kim (KOR)           |
| Jochen Bachfeld (GDR)  | 5-0          | Athanasios Iliadis (GRE)    |
| Valeri Rachkov (URS)   | 5-0          | David Jackson (NZL)         |

### Tredje rundan
| Vinnare                | Resultat      | Förlorare             |
| Tredje rundan          | Tredje rundan | Tredje rundan         |
| ---------------------- | ------------- | --------------------- |
| Mike McCallum (JAM)    | 5-0           | Robert Dauer (AUS)    |
| Reinhard Skricek (FRG) | 5-0           | Luigi Minchillo (ITA) |
| Clinton Jackson (USA)  | KO-1          | Wesly Felix (HAI)     |
| Pedro Gamarro (VEN)    | RSC-3         | Emilio Correa (CUB)   |
| Carlos Santos (PUR)    | 5-0           | Ib Boetcher (DEN)     |
| Victor Zilberman (ROM) | 5-0           | Colin Jones (GBR)     |
| Carmen Rinke (CAN)     | 4-1           | Yoshioki Seki (JPN)   |
| Jochen Bachfeld (GDR)  | 4-1           | Valeri Rachkov (URS)  |

### Kvartsfinaler
| Vinnare                | Resultat      | Förlorare             |
| Kvartsfinaler          | Kvartsfinaler | Kvartsfinaler         |
| ---------------------- | ------------- | --------------------- |
| Reinhard Skricek (FRG) | 3-2           | Mike McCallum (JAM)   |
| Pedro Gamarro (VEN)    | 3-2           | Clinton Jackson (USA) |
| Victor Zilberman (ROM) | 3-2           | Carlos Santos (PUR)   |
| Jochen Bachfeld (GDR)  | 5-0           | Carmen Rinke (CAN)    |

### Semifinaler
| Vinnare               | Resultat    | Förlorare              |
| Semifinaler           | Semifinaler | Semifinaler            |
| --------------------- | ----------- | ---------------------- |
| Pedro Gamarro (VEN)   | RSC-3       | Reinhard Skricek (FRG) |
| Jochen Bachfeld (GDR) | 3-2         | Victor Zilberman (ROM) |

### Final
| Vinnare               | Resultat | Förlorare           |
| Final                 | Final    | Final               |
| --------------------- | -------- | ------------------- |
| Jochen Bachfeld (GDR) | 3-2      | Pedro Gamarro (VEN) |